# Josip Weber
Josip Weber - nascido Josip Veber (Slavonski Brod, 16 de novembro de 1964 - Slavonski Brod, 8 de novembro de 2017) foi um futebolista profissional belga, nascido na atual Croácia, que jogava como atacante.

## Carreira
Entre 1981 e 1988, jogou o Campeonato Iugoslavo, tendo atuado por Borac Podvinje, BSK Slavonski Brod, Hajduk Split e Dinamo Vinkovci, vencendo uma Copa da Iugoslávia com o Hajduk, na temporada 1986-87.
Pelo Cercle Brugge, onde atuou por 6 temporadas, foi artilheiro do Campeonato Belga 3 vezes consecutivas. Encerrou a carreira em 1997, quando defendia o Anderlecht.

## Seleções Croata e Belga
Croata de nascimento, Weber jogou 3 partidas pela recém-criada Seleção local contra a Austrália em 1992, marcando um gol durante uma excursão da ex-república iugoslava ao país da Oceania.
Dois anos depois, optou em defender a Bélgica (país de origem de seu avô), fazendo sua estreia em junho, contra a Zâmbia, marcando 5 gols. Convocado para a Copa de 1994, ainda balançou as redes em outro jogo amistoso, desta vez com a Hungria. Durante a competição, não balançou as redes, chamando a atenção no final da partida contra a Alemanha, onde sofreu pênalti do zagueiro Thomas Helmer. O árbitro suíço Kurt Röthlisberger, no entanto, ignorou, alegando que Weber se jogou na área. O lance foi decisivo para a eliminação belga, e o atacante encerrou sua curta carreira internacional logo após a Copa. No total, foram 8 jogos e 6 gols marcados.

## Morte
Weber, que lutava contra um câncer na próstata, morreu aos 52 anos. A notícia foi confirmada pelo Cercle Brugge, clube onde o atacante destacou-se por 6 temporadas.